# Ляпін Олександр Іванович
Олександр Іванович Ляпін (1891, Владимирська губернія, тепер Івановська область, Російська Федерація — розстріляний 21 квітня 1938,  тепер Російська Федерація) — радянський діяч, відповідальний секретар Волинського губернського комітету КП(б)У, відповідальний секретар Алтайського губернського комітету РКП(б). Член ВУЦВК.

## Життєпис
Член РКП(б) з 1918 року.
У травні — червні 1920 року — секретар Волинського губернського комітету КП(б)У.
У грудні 1920 — лютому 1921 року — відповідальний секретар Волинського губернського комітету КП(б)У.
У грудні 1921 — 1922 року — завідувач організаційного відділу Одеського губернського комітету КП(б)У.
У 1923 (до вересня) — завідувач організаційного відділу Одеського губернського комітету КП(б)У.
У 1925 році — відповідальний секретар Алтайського губернського комітету РКП(б).
12 жовтня 1925 — 1927 року — відповідальний секретар Барнаульського окружного комітету ВКП(б) Сибірського краю.
До вересня 1937 року — начальник Політичного відділу Північного морського пароплавства в місті Архангельську.
11 вересня 1937 року заарештований органами НКВС. Розстріляний 21 квітня 1938 року.
Посмертно реабілітований 1 лютого 1958 року.